# Ист Пачог (Њујорк)
Ист Пачог (енгл. East Patchogue) насељено је место без административног статуса у америчкој савезној држави Њујорк.

## Демографија
По попису из 2010. године број становника је 22.469, што је 1.645 (7,9%) становника више него 2000. године.
| Група             | 2000.          | 2010.          |
| Белци             | 17.560 (84,3%) | 16.713 (74,4%) |
| Афроамериканци    | 665 (3,2%)     | 991 (4,4%)     |
| Азијати           | 405 (1,9%)     | 524 (2,3%)     |
| Хиспаноамериканци | 1.895 (9,1%)   | 3.951 (17,6%)  |
| Укупно            | 20.824         | 22.469         |